# Shilshole Bay
Die Shilshole Bay ist der Teil des Puget Sound in Seattle im US-Bundesstaat Washington östlich einer Linie zwischen dem West Point im Stadtviertel Magnolia im Südwesten und dem Golden Gardens Park im Stadtviertel Ballard im Nordosten. An ihren Ufern liegen der Discovery Park, der mit Lawton Wood bezeichnete Teil von Magnolia und das Viertel Ballard mit dem Golden Gardens Park. An der Shilshole Bay gibt es eine Marina an der Ballard’s Seaview Avenue N.W.; über die Ballard Locks ist die Bucht mit dem Lake Washington Ship Canal verbunden.
Der Name leitet sich aus einem Wort der Duwamish-Indianer mit der Bedeutung „eine Nadel fädeln“ (engl. „threading a needle“) ab, was vielleicht auf die enge Öffnung zwischen der Salmon Bay und der Shilshole Bay Bezug nimmt.